# Dây lửa ít gân
Dây lửa ít gân hay mú từn (danh pháp hai phần: Rourea oligophlebia) là một loài thực vật có hoa trong chi Rourea (chi Dây khế) của họ Connaraceae (họ Dây trường điều). Loài này được Elmer Drew Merrill miêu tả khoa học đầu tiên năm 1938.

## Tên gọi
Tài liệu khoa học tiếng Việt gọi loài Rourea oligophlebia là "dây lửa ít gân". Các sản phẩm thương mại được quảng cáo tăng cường sinh lý nam giới thì dùng tên gọi "mú từn" theo cách gọi của dân tộc Tày ở Việt Nam, theo đó "mú" nghĩa là "con lợn" còn "từn" nghĩa là "điên".

## Mô tả
Đây là cây dây leo thân gỗ, mọc dưới tán rừng, rừng thứ sinh hoặc trảng cây bụi. Tinh dầu thu được từ lá và rễ chứa nerolidol, spathulenol, myrcene và neral. Cây chứa các hợp chất flavonoid, triterpene, coumarin, quinon, có công dụng kháng nấm, kháng khuẩn, chống sốt rét, chữa đau xương, kính thích lên thần kinh, bồi bổ và tăng cường sức khỏe. Thân và rễ được dân tộc Thái ở Việt Nam dùng chữa đau lưng, chấn thương, cầm máu và được cho là có thể tăng cường sinh lý cho nam giới.
Loài này đang bị đe dọa vì bị khai thác quá mức.

## Phân bố
Tính đến nay chỉ mới chỉ tìm thấy loài này ở Indonesia và Việt Nam. Tại Indonesia, loài này phân bố ở đảo Sumatera, còn tại Việt Nam thì loài này có ở Tuyên Quang, Thái Nguyên, Nghệ An (Quế Phong, Quỳ Châu), Thừa Thiên - Huế và Đà Nẵng, được xem là loài cận đặc hữu.

## Ngộ độc do uống rượu ngâm
Đã ghi nhận nhiều ca nam giới ngộ độc salicylate do uống rượu ngâm rễ mú từn. Triệu chứng sau vài ngày là chóng mặt, choáng váng, nôn, đau bụng thượng vị, huyết áp tăng cao, co quắp chân tay, ù tai, khó thở, sau đó chuyển nặng là hôn mê, tổn thương não.